# Cappella di San Giuseppe (Sant'Alessandro)

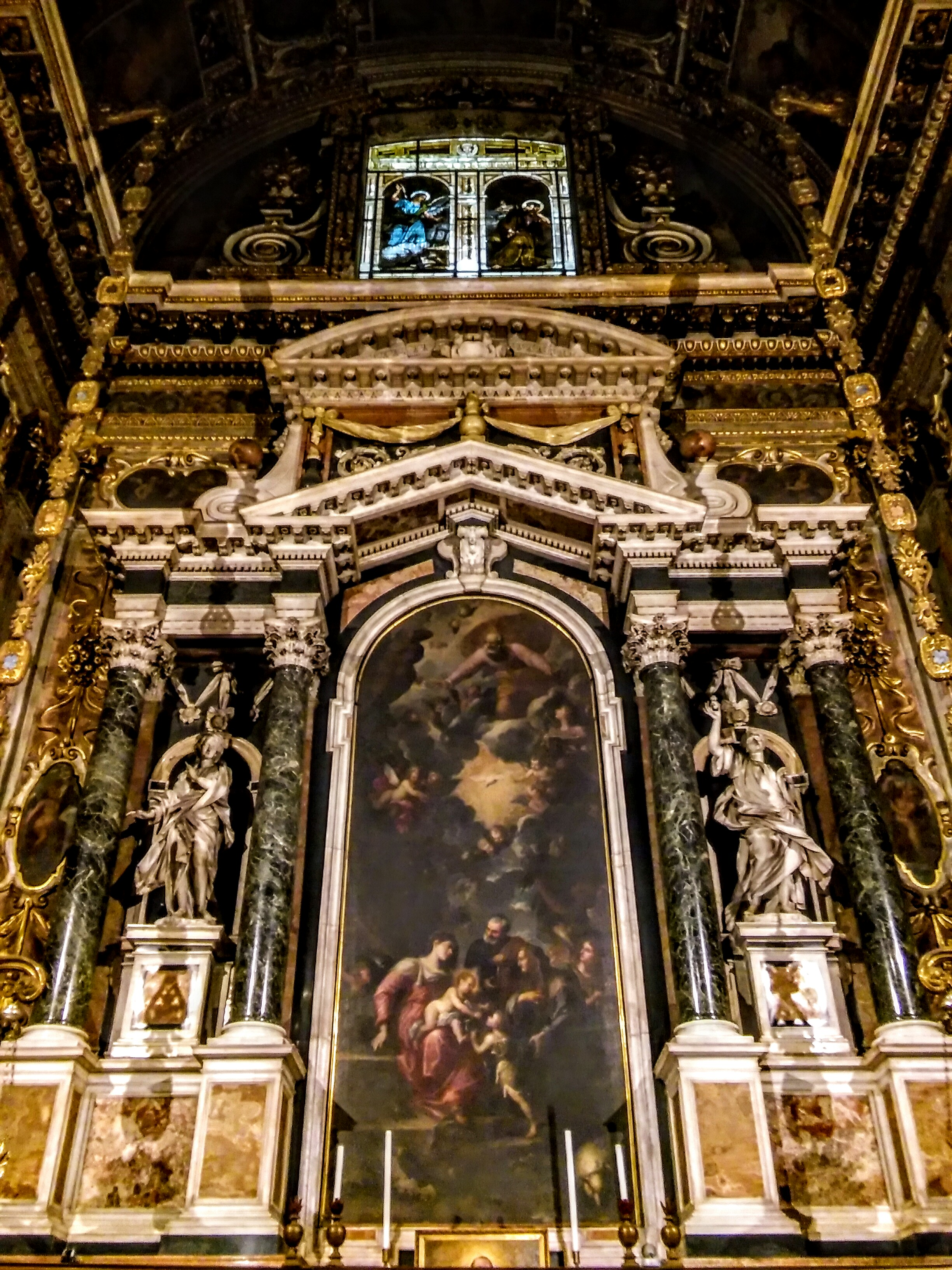
Vista dell'altare

La cappella di San Giuseppe è una cappella situata nella chiesa di Sant'Alessandro in Zebedia a Milano.

## Storia e descrizione
Come ricordato da due targhe poste ai lati della cappella, questa fu costruita a partire dal 1615 grazie ad una donazione della marchesa Balbi Cusani. La cappella si presenta immediatamente alla vista come riccamente decorata: al centro vi è il monumentale altare composto da un'edicola composta da due colonne di ordine corinzio in marmo verde che reggono un timpano triangolare spezzato, leggermente aggettante rispetto all'edicola entro cui è a sua volta racchiusa, sempre caratterizzata da colonne del medesimo stile e sormontata da un timpano curvilineo; negli spazi tra le colonne esterni alla pala vi sono due statue in marmo di Carrara rappresentanti l'Amore e il Timore di Stefano Sampietro.
La pala d'altare che rappresenta il santo titolare della cappella assieme alla sua famiglia è opera di Agostino Santagostino e si possono osservare, da sinistra a destra la Madonna col Bambino, Sant'Elisabetta e San Zaccaria col piccolo Giovanni Battista, sormontati nel disegno da Giuseppe, mentre più in alto, tra i putti, la colomba e il Padre Eterno. Sempre della bottega dei Sant'Agostino sono gli altri affreschi e le tele della cappella:
- A destra le tele Il faraone con Giuseppe e la Morte di San Giuseppe
- A sinistra le tele Giuseppe con i fratelli e la Sacra Famiglia